# Пьяджо, Эдмундо
Эдму́ндо Пья́джо (исп. и итал. Edmundo Piaggio; 3 октября 1905 — 27 июля 1975) — аргентинский футболист, защитник. Серебряный призёр чемпионата мира 1930 года.

## Карьера
Эдмундо попал в заявку сборной Аргентины на чемпионат мира 1930 в Уругвае и на чемпионат Южной Америки 1929, но не в одном турнире на поле не появился.
За свою карьеру успел сыграть за «Ланус» и за «Бока Хуниорс».

## Достижения
- Серебряный призёр чемпионата мира: 1930
- Чемпион Южной Америки: 1929